# Moisés Hurtado

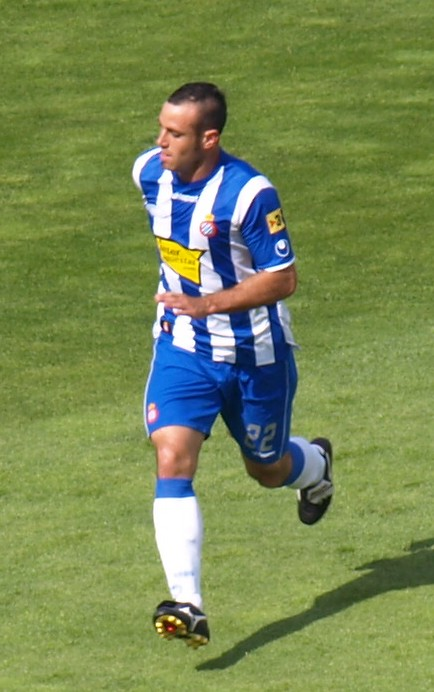
Hurtado als speler van Espanyol

Moisés Hurtado Pérez (Sabadell, 20 februari 1981) is een Spaans voetballer. Hij speelt als verdedigende middenvelder bij Olympiakos Piraeus. 
Hurtado doorliep de verschillende jeugdelftallen van RCD Espanyol. Van 1999 tot 2004 speelde hij voor Espanyol B. In het seizoen 2004/2005 werd de middenvelder verhuurd aan SD Eibar. Van 2005 tot 2010 behoorde Hurtado tot de eerste selectie van RCD Espanyol. Met Les Periquitos won hij in 2006 de Copa del Rey en behaalde hij in 2007 de finale van de UEFA Cup, waarin na strafschoppen werd verloren van Sevilla FC. Hurtado werd in deze finale met tweemaal geel voortijdig het veld uitgestuurd. In 2010 trok hij naar het Griekse Olympiakos Piraeus.